# Экономика Омской области

Динамика ВРП Омской области, ВРП Сибирского федерального округа и валовой добавленной стоимости России в 1997-2015 годах, в % от уровней 1997 года

Омская область — индустриально-аграрный регион Российской Федерации. Отраслями специализации экономики являются нефтепереработка, химическая промышленность, машиностроение, агропромышленный комплекс.
На область приходится около 1 % ВВП России. Валовой региональный продукт области на душу населения составляет 70 % от среднего по России (по данным за 2015 год).

## История

### Российская империя
Конец XIX — начало XX века были временем бурного развития экономики региона, связанного с массовой крестьянской колонизацией Сибири и строительством Транссибирской железнодорожной магистрали. Благодаря выгодному положению на пересечении железной дороги с рекой Иртыш Омск превратился в крупный торгово-промышленный центр Сибири. Здесь активно велась оптовая торговля продовольствием (хлебом, сливочным маслом и другими товарами). В 1903 году в Омске был открыт завод по производству   сельскохозяйственной техники.

### Советский период
В 1920-х годах началась индустриализация. В 1925 году на базе двух небольших предприятий был образован крупный завод сельскохозяйственного машиностроения (Сибзавод), в 1933 году начала работу Омская биофабрика, в 1938 году стартовало строительство Омского шинного завода.
В годы Великой Отечественной войны на территории Омской области были размещены около 100 промышленных предприятий, эвакуированных из европейской части СССР. Эти заводы стали основой для быстрого развития машиностроения в Омске, на их базе были созданы такие крупные предприятия как завод «Полёт», моторостроительный завод им. Баранова и завод «Электроточприбор».
В середине 1950-х годов на юге области в результате освоения целины были созданы крупные мясомолочные и зерновые хозяйства (хотя эти отрасли хозяйства были и раньше).
В 1955 году был введён в строй Омский нефтеперерабатывающий завод, в середине 1970-х годов он достигает мощности в 24 млн тонн переработанной нефти и становится крупнейшим нефтеперерабатывающим предприятием СССР. В 1962 году начал работу завод синтетического каучука.

### С 1992 года
В 1990-х годах Омская область, как и вся Россия, переживала острый экономический кризис, сопровождавшийся значительным падением экономики региона. В частности, индекс промышленного производства в 1992—1998 годах сократился на 62 %.
С 1999 года экономика области перешла к устойчивому росту, прерывавшемуся только в период кризисов 2009 и 2015 годов. Всего с 1999 по 2015 год физический объём ВРП вырос в 2,5 раза, среднегодовой рост составил 5,7 % (аналогичный показатель по России — 4,7 %). Промышленность за тот же период выросла в 2,9 раза.
В 1992 году началось строительство Омского метрополитена. В 2013 году в Омске был введён в строй новый завод «Полиом», вошедший в тройку крупнейших российских производителей полипропилена. В 2014 году был введён в эксплуатацию крупнейший в России комплекс по производству моторных масел. В 2016 году на омском заводе «Полёт» открыт новый цех по сборке ракет-носителей «Ангара»; в Омске открыт единственный в России испытательный центр катализаторов, предназначенных для вторичных процессов переработки нефти.

## Отрасли
Наибольший удельный вес в валовом региональном продукте области занимают промышленность (36,6 % в 2015 году), торговля (12,7 %), сельское хозяйство (9,6 %).

### Промышленность
Основная часть промышленной продукции приходится на обрабатывающую промышленность (93,1 % в 2015 году), на добычу полезных ископаемых — 0,5 %, на производство и распределение электроэнергии газа и воды — 6,3 %.
Структура обрабатывающей промышленности области (основные отрасли): нефтепереработка и химическая промышленность (75,7 % в 2015 году), пищевая промышленность (12,0 %), машиностроение (6,0 %), промышленность стройматериалов (1,4 %), металлургия (1,4 %).

#### Нефтепереработка и химическая промышленность

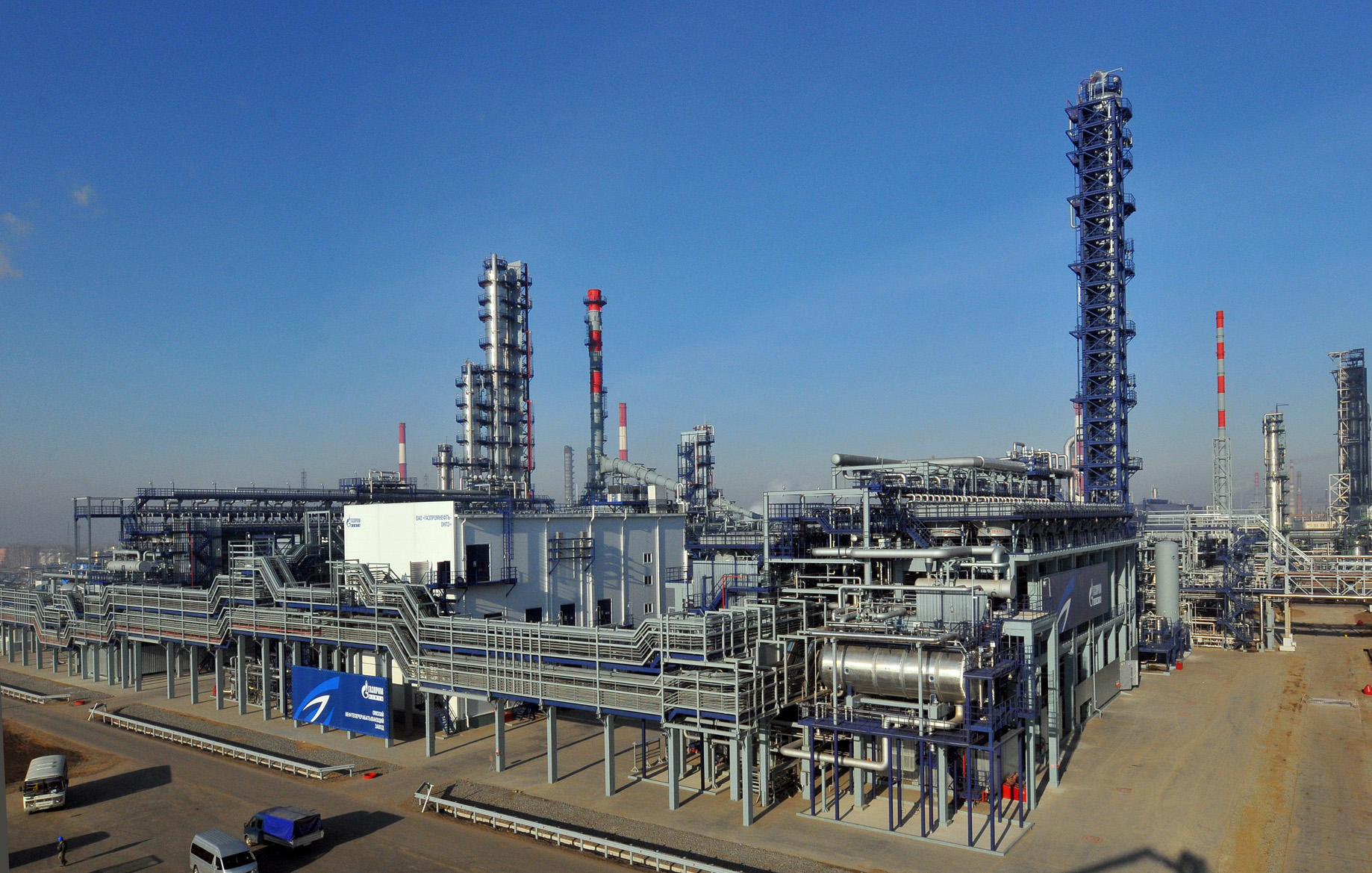
Установка изомеризации Омского нефтезавода

Омская область является крупным центром нефтепереработки и химической промышленности.
Омский НПЗ — один из лидеров в России по объёму нефтепереработки (21 млн тонн в 2012 году) и по её глубине (83 %). «Омскшина» является одним из крупнейших в России предприятий по производству шин, «Омский каучук» — по производству синтетического каучука. «Омсктехуглерод» — крупнейший в России и один из крупнейших в мире производителей технического углерода. Завод «Полиом» (введён в эксплуатацию в 2013 году) входит в тройку крупнейших российских производителей полипропилена.

#### Пищевая промышленность
Омская область — крупный центр пищевой промышленности, имеющий развитую сырьевую базу.
В Омске расположено множество предприятий пищевой промышленности, в их числе такие известные как «Инмарко», «Омский бекон», «Росар» (принадлежит ОАО «САН ИнБев», выпускает пиво «Сибирская корона», «Багбир», и т. д.), ликёроводочный завод «Оша» (пиво «Златовара», «Бизон Бир» и т. д., водка «Монархия»), ликёроводочный завод «Омсквинпром» (выпускает водку «Пять озёр»), завод «Манрос М» (принадлежит АО «Вимм-Билль-Данн — Продукты питания») и др. ЗАО «Завод розлива минеральной воды „Омский“» выпускает минеральную воду «Омская 1».
В Таре расположены маслозавод, хлебозавод и мясокомбинат. В Исилькуле расположены маслодельный комбинат АО «Вита» и мясокомбинат. В Называевске расположены маслодельный завод и мясокомбинат. В Тюкалинске действует маслосыродельный комбинат.

#### Машиностроение
В аэрокосмической промышленности особенно выделяется гигантское и территориеёмкое «Производственное объединение „Полёт“»: выпуск ракет-носителей «Рокот» и «Протон-М», производство узлов для российских ракет-носителей нового поколения «Ангара». В 2015 году «ГКНПЦ им. М. В. Хруничева» принято решение об организации в Омске на производственных мощностях ПО «Полёт» полного цикла производства универсального ракетного модуля ракеты-носителя «Ангара».
АО «Радиозавод им. А. С. Попова» — крупный разработчик и производитель многонаправленных подвижных защищённых систем связи и управления специального и общетехнического назначения. АО «Омский агрегатный завод» (гидросистемы для военной авиации, различные типы насосного оборудования). Омсктрансмаш производит и ремонтирует танки типа Т-80, а также производит тракторы. АО ГП «Сибзавод» — сельскохозяйственное машиностроение.

#### Электроэнергетика
Омская область — энергодефицитный регион. Потребление электроэнергии обеспечивается собственным производством на 70 %, остальная часть обеспечивается за счёт поставок из других регионов России и импорта из Казахстана.
По состоянию на конец 2018 года, на территории Омской области эксплуатировались 6 тепловых электростанций (единичной мощностью более 5 МВт), общей мощностью 1601,2 МВт, подключённых к единой энергосистеме России. В 2018 году они произвели 6625,5 млн кВт·ч электроэнергии.

#### Добыча полезных ископаемых
В небольших объёмах ведётся добыча нефти и природного газа.

### Сельское хозяйство
Омская область — высокоразвитый сельхозрегион с благоприятными климатическими условиями для сельского хозяйства. Выращивают зерновые, а также кормовые и технические культуры; картофель и овощи. Есть молочно-мясное скотоводство, птицеводство и свиноводство. Развиты пчеловодство, звероводство и пушной промысел.
Сельское население на 01.01.2020 составляет 521.782 человек, около 27% населения Омской области.
В 2020 году аграрии Омской области произвели продукции на сумму 100,5 млрд рублей. Среди сибирских регионов Омская область занимает второе место (после Алтайского края) и 19-е место среди субъектов РФ.
Из общего объема аграрной продукции 56,2 млрд рублей приходилось на растениеводство, 44,3 млрд рублей – на животноводство.
Производство основных сельхозкультур (по данным за 2015 год):
- зерно — 3,3 млн тонн (3,2 % общероссийского урожая; 9-е место среди субъектов РФ);[20]
- картофель — 809 тыс. тонн (2,4 %; 11-е место);[21]
- овощи — 269 тыс. тонн (1,7 %; 16-е место);[19]
- семена подсолнечника — 35 тыс. тонн (0,4 %; 23-е место).[22]

Доля сельскохозяйственных организаций 48,6% произведенной продукции, крестьянские (фермерские) хозяйства 25,1% и хозяйства населения 26,3% . 
При этом на сельхозпредпрятиях растениеводство и животноводство развиты поровну – 49,6% и 50,4%. А для крестьянских (фермерских) хозяйств и индивидуальных предпринимателей приоритетным являлось растениеводство – 91,5% от общего объема продукции. Хозяйства населения, наоборот, отдают предпочтение животноводству – 66,3%.

#### Почвы
Барабинская степь находящаяся в пределах Новосибирской и Омской областей — важнейший район молочного животноводства, маслоделия и земледелия всей Западной Сибири. До 1917 — район знаменит своим маслоделием. Однако, сейчас большие площади земель распаханы, урожайность редко превышает 20 ц/га; ведутся мелиоративные работы по осушению болот и улучшению луговых угодий.
Практически 87% пахотных земель области нуждаются в дополнительном внесении фосфоросодержащих удобрений. Почвы северной зоны почти на 87 % бедны калием. На сегодняшний день произошло снижение валовых запасов гумуса в пахотных почвах до 10-15 % от первоначальных (от начала освоения земель), особенно на юге области. В области требует восстановления 17 %  от всех сельскохозяйственных земель, особенно в степной и южной лесостепной зонах.
На основе научных исследований в 1986-1990 гг. объемы внесения навоза возросли до 2 т/га и 40 кг/га минеральных удобрений. Большое внимание уделялось химической мелиорации: - известкованию кислых почв, гипсованию почв солонцового комплекса. Был достигнут положительный баланс по фосфору, который является одним из основных элементов питания, ограничивающих урожай сельскохозяйственных культур. Работы по известкованию прекратились с 1994 года, а гипсованию с 1996 года. Внесение минеральных удобрений в последнее десятилетие сократилось почти в 40 раз, а органических в 5 раз.
При этом Тарский район области имеет богатые залежи торфа, ценнейший по составу сапропель, болотные мергели и фосфаты.

#### Животноводство
Поголовье крупного рогатого скота в хозяйствах всех категорий (из них сельскохозяйственные организации) на конец января 2021 года составляет 351,3  (172,9) тыс. голов, из них коров 149,8 (68,8) тыс. голов, свиней 361,8 (249,7) тыс. голов, овцы и козы 220,9 (2,6) тыс. голов, птица 5610,3 (4417,2) тыс. голов.
В регионе сокращается производство мяса и яиц, все меньше коров, кур, свиней, овец и коз. Тенденции для отрасли неутешительные. Производство молока при этом увеличилось на 4,5% за счет роста продуктивности коров молочного стада (на 5 %) в сельскохозяйственных организациях.
Производство молока за 2020 год составило 618 тыс. тонн, 19 место среди регионов России (+1,4%)  В 2019 году каждая корова в регионе дает 3 945 кг молока. Лидерами по надою молока на одну корову являются Большереченский, Омский, Черлакский и Крутинский районы Омской области. Одна корова в среднем здесь дает более 5 тыс. кг молока.

#### Растениеводство
На 12.10.2021 году сбор зерновых и зернобобовых культур составил 2  млн. 870 тыс. тонн зерна при урожайности 14,7 ц/га, обмолочено 1,9 млн. га (98,1%). Яровой пшеницы свыше 2 млн. тонн при урожайности 14,6 ц/га, с площади 1,4 млн. га (98%). Валовый сбор овощей 80 тыс. тонн при урожайности 204 ц/га (3,9 тыс. га, что 96%). Картофель валовый сбор 380 тыс. тонн при урожайности 193 ц/га. (19,7 тыс. га, что 99%).
В 2020 году урожай зерновых и зернобобовых культур составил 3 млн 84 тыс. тонн, при средней урожайности 15,4 ц/га. Всего обмолочено около 2 млн га. Урожай масличных культур 271,5 тыс. тонн при урожайности 8,9 ц/га.
Если правильно подобрать сорт любой сельскохозяйственной культуры, рост урожайности может составлять до 200%. Поэтому большое значение играет селекция. В Омской области в 2017 урожайность гречихи сорта «Пегас» 38,2 ц/га, сорта «Даша» 37,5 ц/га. Гибрид озимой пшеницы и ржи, озимая тритикале «Башкирская-3» показала в 2017 году урожайность в Тюменской области 87 ц/га. Урожайность голозерного овса у сорта «Офеня» доходит до 60 ц/га.
По итогам уборочной кампании 2020 года сорт яровой пшеницы «Экстра», который был создан сотрудниками Уральского научно-исследовательского института сельского хозяйства, в хозяйствах Новосибирской области, Красноярского края показал урожайность 56 центнеров с гектара.  В Кемеровской, Свердловской области 50 и 49 ц/га соответственно.

### Транспорт
Омская область является крупным транспортным центром. Через неё проходят магистральные автомобильные трассы и Транссибирская железная дорога.
Транспорт области представлен автомобильным, железнодорожным, речным, авиационным, трубопроводным, а также городским электрическим (трамвайным и троллейбусным) транспортом в областном центре — городе Омск. В Омске находится аэропорт международного значения. В 1992 году в городе началось строительство метро.
Важнейшей железнодорожной магистралью является Транссибирская магистраль, которая соединяется с Средне-Сибирской железной дорогой.
По территории Омской области проходят автомагистрали:
- Р254 «Иртыш» (бывшая М51) (часть европейского маршрута E 30 и азиатского маршрута AH6),
- М38 (часть европейского маршрута E 127 и азиатского маршрута AH60),
- Р402.

### Телекоммуникации

#### Телевидение
Первая телевизионная передача в Омске состоялась в 1954 году. В 1955 году для строительства телецентра был выделен земельный участок на территории сельскохозяйственного института им. С. М. Кирова. Высота омской телебашни — 180 (по другим данным — 182) метров. Сейчас из Омского телецентра осуществляет вещание Государственная телерадиокомпания «Иртыш» (Филиал ВГТРК). Программы ГТРК «Иртыш» выходят в эфире телеканалов «Россия-1», «Россия-2» и на волне «Радио России». Также на территории Омска работают местные телеканалы — ГТРК «Омск» (3 канал и 12 канал), «ТелеОмск-Акмэ», «Антенна 7» и «22 канал».
Услуга кабельного телевидения запущена у операторов ЗАО Компания «ЭР-Телеком», «Каскад», «Мультинекс», «Омские Кабельные Сети», «Темп», «Аверс-сервис».

#### Мобильная связь
Жителей области сотовой связью обеспечивают 5 компаний: Билайн, МТС, МегаФон, Теле2, Yota.

#### Стационарная связь
В Омске шестизначные телефонные номера. Услуги стационарной телефонии осуществляет дочернее предприятие ОАО «Связьинвест» Омский филиал ОАО «Сибирьтелеком», компания Билайн (ОАО «Вымпелком»), компания «Омские кабельные сети», ООО «Трансфер» и другие. Существует также IP-телефония «Горсвязь» от компании «ЭР-Телеком», Телефония от компании ТТК (ЗАО «ЗапСибТранстелеком»).

#### Интернет
Доступ в интернет предоставляют компании: ЗАО «Национальные Мультисервисные Сети» (ТМ «АБВ»), ЗАО Компания «ЭР-Телеком», ООО «Сибинтерком», ЗАО «Коммед-Инфо», «Омсктелеком», «Кокос», «Интели», «Сотлайн», «Мультинекс», ООО «Омские Кабельные Сети», ЗАО «ЗапСибТранстелеком», ЗАО «Инвестэлектросвязь» (ТМ «Билайн»). Также Омская область входит в число регионов, где ОАО «Сибирьтелеком» проводит активное строительство и ввод в эксплуатацию сети GPON FTTH («Оптическое волокно в квартиру»), что теоретически предоставляет предоставляет пользователям доступ в интернет на скорости до 1 Гбит/с.
На данный момент самый популярный интернет-тариф в Омске — от 2 Мбит/с большинство омских провайдеров предоставляет за 300—450 рублей в месяц. «Сибирьтелеком», а также «ЗапСибТранстелеком», предоставляет услугу IP-TV.
Существует множество общественных мест: ресторанов, отелей и пр., в которых предусмотрен беспроводной доступ по технологии WiFi. Ряд компаний заявляет о скором запуске сразу нескольких точек доступа в нескольких общественных местах Омска. На омском рынке телекоммуникаций работают несколько операторов, предоставляющих доступ в интернет по скоростной беспроводной технологии: «Сибирьтелеком», ООО «Омские Кабельные Сети», pre-wimax — Энфорта, «ЭР-Телеком», «Омск-Инфо» и «Т-Сервис».

### Торговля
В Омске действуют такие торговые сети как «Эльдорадо», «Техносила», «Эксперт», «М.видео», «Спортмастер», «Спортландия», «Евросеть», «Россита», «Парфюм Лидер». Широко распространены сети продуктовых магазинов «Сибириада», «Магнит», «Наш магазин (сеть магазинов)», «Омич и К», «Омский бекон», «Экономный». Развиваются региональные торговые сети, такие как салоны связи «iZЮМ».
Открыты гипермаркеты «Metro», «Лента», «АШАН», «IKEA», «Castorama», «Media Markt», «Бауцентр». В Омске существует более 70 торговых центров, крупнейшие из которых ТОК «Фестиваль», ТЦ «Омский», ТК «Айсберг», «Детский мир», ГМ «Континент», ТД «На Герцена», ТК «На Театральной», ТК «Пять звёзд», ТК «Сити-центр», ТВК «Каскад», ТК «Маяк», ТК «Казачья слобода».

## Бюджет области
| Годы | Доходы, млрд рублей | Расходы, млрд рублей |
| ---- | ------------------- | -------------------- |
| 2016 | 60,7                | 65,5                 |
| 2015 | 66,55               | 71,03                |
| 2014 | 69,88               | 74,98                |
| 2013 | 65,62               | 74,57                |
| 2012 | 62,73               | 66,57                |
| 2011 | 53                  | 56,49                |
| 2010 | 44,57               | 45,77                |
| 2009 | 41,4                | 44,62                |
| 2008 | 42,09               | 46,08                |
| 2007 | 39,16               | 42,04                |
| 2006 | 33,5                | 35,73                |
| 2005 | 35,34               | 35,75                |

### Кредитные рейтинги
Рейтинговое агентство «Эксперт РА» в 2012 году присвоило области рейтинг кредитоспособности региона на уровне A+, а в 2013 году отозвало его. Рейтинг был возобновлён в 2018 году на уровне ruBBB+ и подтверждался дважды в год до 2023 года. В 2023 рейтинг был повышен до ruA- и затем дважды в год подтверждался уже на этом новом уровне (2023-2025).

## Доходы населения
Средний доход на душу населения в Омской области в 2015 году составил 26 тыс. рублей в месяц (85 % от среднего показателя по России). Средняя зарплата — 27 тыс. рублей (80 %). Средняя пенсия — 11 тыс. рублей (94 %).
Основными источниками доходов населения Омской области являются оплата труда (33,8 % в 2015 году), социальные выплаты (19,2 %), доходы от предпринимательства (6,6 %), доходы от собственности (3,6 %), прочие доходы (36,8 %).

## Цены
Уровень цен на продукты питания в Омской области является самым низким в Сибири и значительно ниже среднего по России. Так, по состоянию на конец декабря 2016 года стоимость условного (минимального) набора продуктов питания в Омской области составляла 3149 рублей, при этом в среднем по России она составила 3702 рубля.

## Малое предпринимательство
На начало 2017 года в Омской области насчитывалось 2630 малых предприятий (без учёта микропредприятий) с общей численностью работников в 85 тыс. человек. Основная их часть относится к сфере торговли (54 % общего оборота предприятий в I квартале 2017 года), обрабатывающей промышленности (14 %) и строительства (8 %).

## Развитие региона
В середине июля 2021г губернатор подписал документ о социально-экономическом развитии региона до 2030года.